# Bolitoglossa adspersa
La salamandra de Chingaza, charchala o salamandra escaladora de Peters (Bolitoglossa adspersa') es una especie de anfibio urodelo de la familia Plethodontidae.
Es endémica de los departamentos colombianos de Boyacá, Santander y Cundinamarca y el distrito de Bogotá, en la región de los Andes. Su hábitat son las montañas tropicales húmedas y cubiertas de vegetación, entre los 1750 y los 3600 m de altitud.
Su piel es de pigmentación negruzca frecuentemente con líneas cortas de color rojo o anaranjado. Mide en promedio 69 cm de longitud. Carece de membranas interdigitales. Sus hábitos son nocturnos y pasa el día bajo piedras o bajo las hojas caídas de los frailejones. Se alimenta de pequeños invertebrados.